# Knipolegus cyanirostris
La viudita picoceleste (en Paraguay y Argentina) o viudita negra común (en Uruguay) (Knipolegus cyanirostris) es una especie de ave paseriforme de la familia Tyrannidae perteneciente al género Knipolegus. Es nativa del centro oriental de América del Sur.

## Distribución y hábitat
Se distribuye desde el sureste de Brasil (desde el norte de Minas Gerais y Espírito Santo hacia el sur), hasta Uruguay y el este de Argentina (Misiones al sur hasta el norte de Buenos Aires); las poblaciones sureñas migran hacia el suroeste de Brasil (Mato Grosso do Sul) y este de Paraguay en los inviernos australes.
Esta especie es considerada localmente común en sus hábitats naturales: los bordes de bosques húmedos de la Mata Atlántica y e bosques en galería, hasta los 2200 m de altitud.

## Sistemática

### Descripción original
La especie K. cyanirostris fue descrita por primera vez por el naturalista francés Louis Pierre Vieillot en 1818 bajo el nombre científico Muscicapa cyanirostris; su localidad tipo es: «Paraguay».

### Etimología
El nombre genérico masculino «Knipolegus» se compone de las palabras del griego «knips, knipos» que significa ‘insecto’, y «legō» que significa ‘agarrar’, ‘capturar’; y el nombre de la especie «cyanirostris», se compone de las palabras del latín «cyaneus» que significa ‘azul’, y «rostris» que significa ‘de pico’.

### Taxonomía
Es monotípica.